# Orden de la Merci
Der Orden de la Merci (auch in der Schreibweise Mercy), auch als Orden der Gnade und Orden unser lieben Frauen von der Gnade bezeichnet, war ursprünglich ein spanischer Ritterorden. Gestiftet wurde er 1230 von einem Franzosen im spanischen Dienst als Hofmeister am Hof des aragonischen Prinzen Pierre Novalesque. Sinn des Ordens war in der Zeit der Kreuzzüge die Unterstützung und der Freikauf von christlichen Gefangenen aus den Händen der Sarazenen, wie es die Orden Trinitarier oder Cölestiner taten. Man benannte den Orden de la Merci auch Orden der Loskaufung armer Christensklaven. 
Später wandelte sich der  Ritterorden in einen Mönchsorden. Ein Teil schloss sich den Barfüßern an. Das Ordensemblem war das Wappen von Aragon auf dem Skapulier. Hauptsitz des Ordens war das Kloster in Barcelona. Der Orden breitete er sich in Frankreich, Italien und in Amerika aus. Später wurde auch ein weiblicher Ordenszweig geschaffen.

## Einzelnachweis
1. 1 2  Allgemeines deutsches Volks-Conversations-Lexikon und Fremdwörterbuch, Band 8, Tramburg's Erben, Hamburg 1849, S. 416.